# Salvatierra de Santiago
Salvatierra de Santiago là một đô thị trong tỉnh Cáceres, Extremadura, Tây Ban Nha. Theo điều tra dân số 2006 (INE), đô thị này có dân số là 355 người.

## Biến động dân số
| 2001 | 2002 | 2003 | 2004 | 2005 | 2006 |
| ---- | ---- | ---- | ---- | ---- | ---- |
| 433  | 434  | 406  | 386  | 369  | 355  |